# Mareuil-en-Dôle
Pour les articles homonymes, voir Mareuil et Dôle.
Mareuil-en-Dôle est une commune française située dans le département de l'Aisne, en région Hauts-de-France.

## Géographie

### Localisation
Le village est situé à 6,5 km au nord-est de Fère-en-Tardenois et à 14 km au sud-ouest de Fismes.
|                   | Lhuys, Bruys       | Chéry-Chartreuve |
| Loupeigne         | Mareuil-en-Dôle    |                  |
| Fère-en-Tardenois | Seringes-et-Nesles |                  |

### Lieux-dits et écarts
- Forêt de Dôle (partagée avec Chéry-Chartreuve).

### Hydrographie

#### Réseau hydrographique
La commune est située dans le bassin Seine-Normandie. Elle est drainée par la Muze, le Muizon et divers bras de la Muze,,.
La Muze, d'une longueur de 17 km, prend sa source dans la commune de Arcy-Sainte-Restitue et se jette  dans la Vesle en limite de Mont-Notre-Dame et de Quincy-sous-le-Mont, face à Paars, après avoir traversé sept communes.

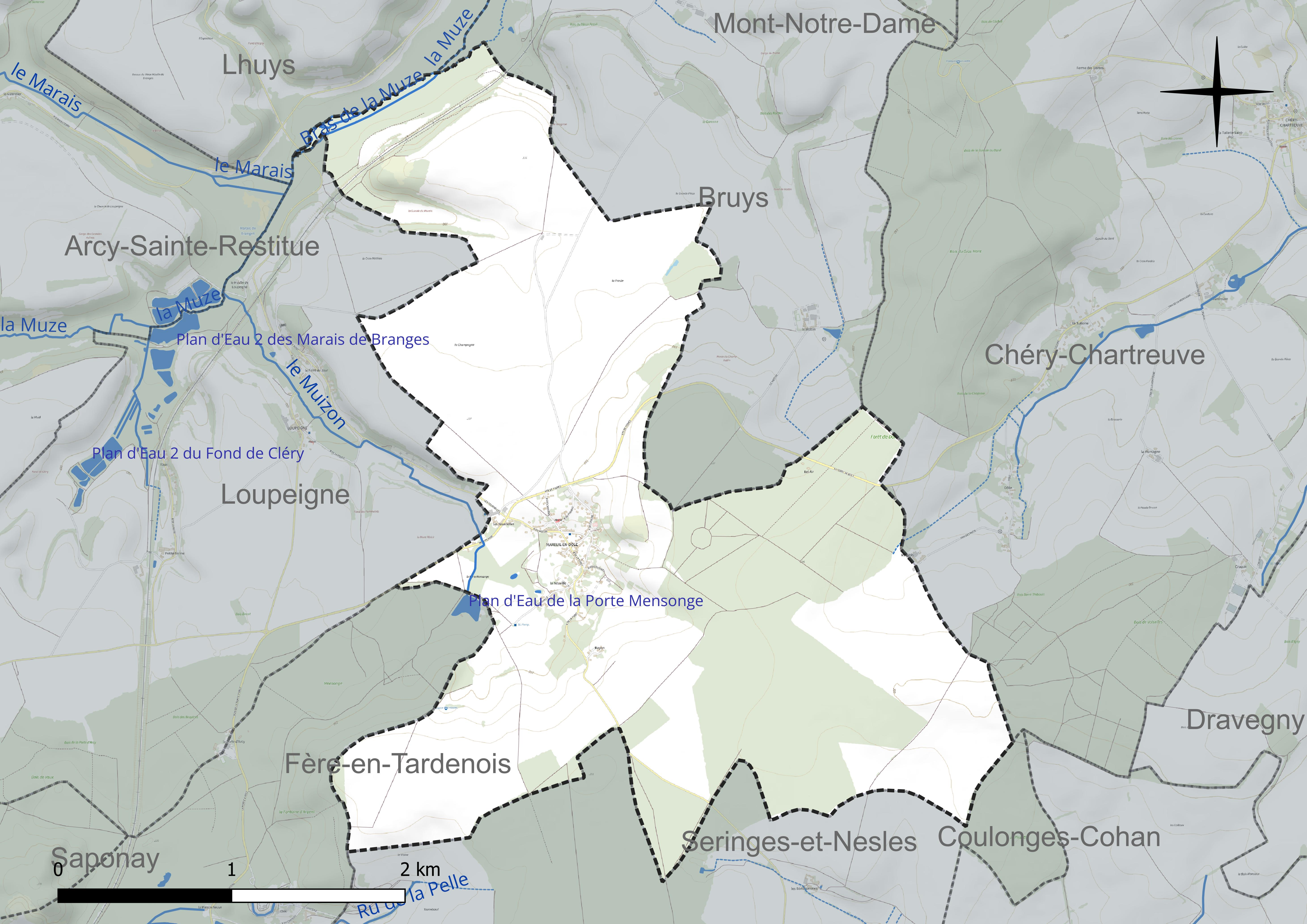
Réseau hydrographique de Mareuil-en-Dôle.

#### Gestion et qualité des eaux
Le territoire communal est couvert par le schéma d'aménagement et de gestion des eaux (SAGE) « Aisne Vesle Suippe ». Ce document de planification, dont le territoire s'étend sur 3 096 km2 répartis sur trois départements (Aisne, Marne et Ardennes) et deux régions (Champagne-Ardenne et Picardie), a été approuvé le 16 décembre 2013. La structure porteuse de l'élaboration et de la mise en œuvre est le Syndicat d'aménagement des bassins Aisne Vesle Suippe (SIABAVES).
La qualité des cours d'eau peut être consultée sur un site dédié géré par les agences de l'eau et l'Agence française pour la biodiversité.

### Climat
Pour des articles plus généraux, voir Climat des Hauts-de-France et Climat de l'Aisne.
En 2010, le climat de la commune est de type climat océanique dégradé des plaines du Centre et du Nord, selon une étude du CNRS s'appuyant sur une série de données couvrant la période 1971-2000. En 2020, Météo-France publie une typologie des climats de la France métropolitaine dans laquelle la commune est exposée à un climat océanique altéré et est dans la région climatique Nord-est du bassin Parisien, caractérisée par un ensoleillement médiocre, une pluviométrie moyenne régulièrement répartie au cours de l'année et un hiver froid (3 °C).
Pour la période 1971-2000, la température annuelle moyenne est de 10,4 °C, avec une amplitude thermique annuelle de 15,5 °C. Le cumul annuel moyen de précipitations est de 779 mm, avec 11,8 jours de précipitations en janvier et 8,4 jours en juillet. Pour la période 1991-2020, la température moyenne annuelle observée sur la station météorologique la plus proche, située sur la commune de Braine à 11 km à vol d'oiseau, est de 11,3 °C et le cumul annuel moyen de précipitations est de 662,7 mm,. Pour l'avenir, les paramètres climatiques de la commune estimés pour 2050 selon différents scénarios d'émission de gaz à effet de serre sont consultables sur un site dédié publié par Météo-France en novembre 2022.

## Urbanisme

### Typologie
Au 1er janvier 2024, Mareuil-en-Dôle est catégorisée commune rurale à habitat dispersé, selon la nouvelle grille communale de densité à 7 niveaux définie par l'Insee en 2022.
Elle est située hors unité urbaine et hors attraction des villes,.

### Occupation des sols
L'occupation des sols de la commune, telle qu'elle ressort de la base de données européenne d'occupation biophysique des sols Corine Land Cover (CLC), est marquée par l'importance des territoires agricoles (65,7 % en 2018), une proportion identique à celle de 1990 (65,7 %). La répartition détaillée en 2018 est la suivante : 
terres arables (65,7 %), forêts (31,1 %), zones urbanisées (3,2 %).
L'évolution de l'occupation des sols de la commune et de ses infrastructures peut être observée sur les différentes représentations cartographiques du territoire : la carte de Cassini (XVIIIe siècle), la carte d'état-major (1820-1866) et les cartes ou photos aériennes de l'IGN pour la période actuelle (1950 à aujourd'hui).

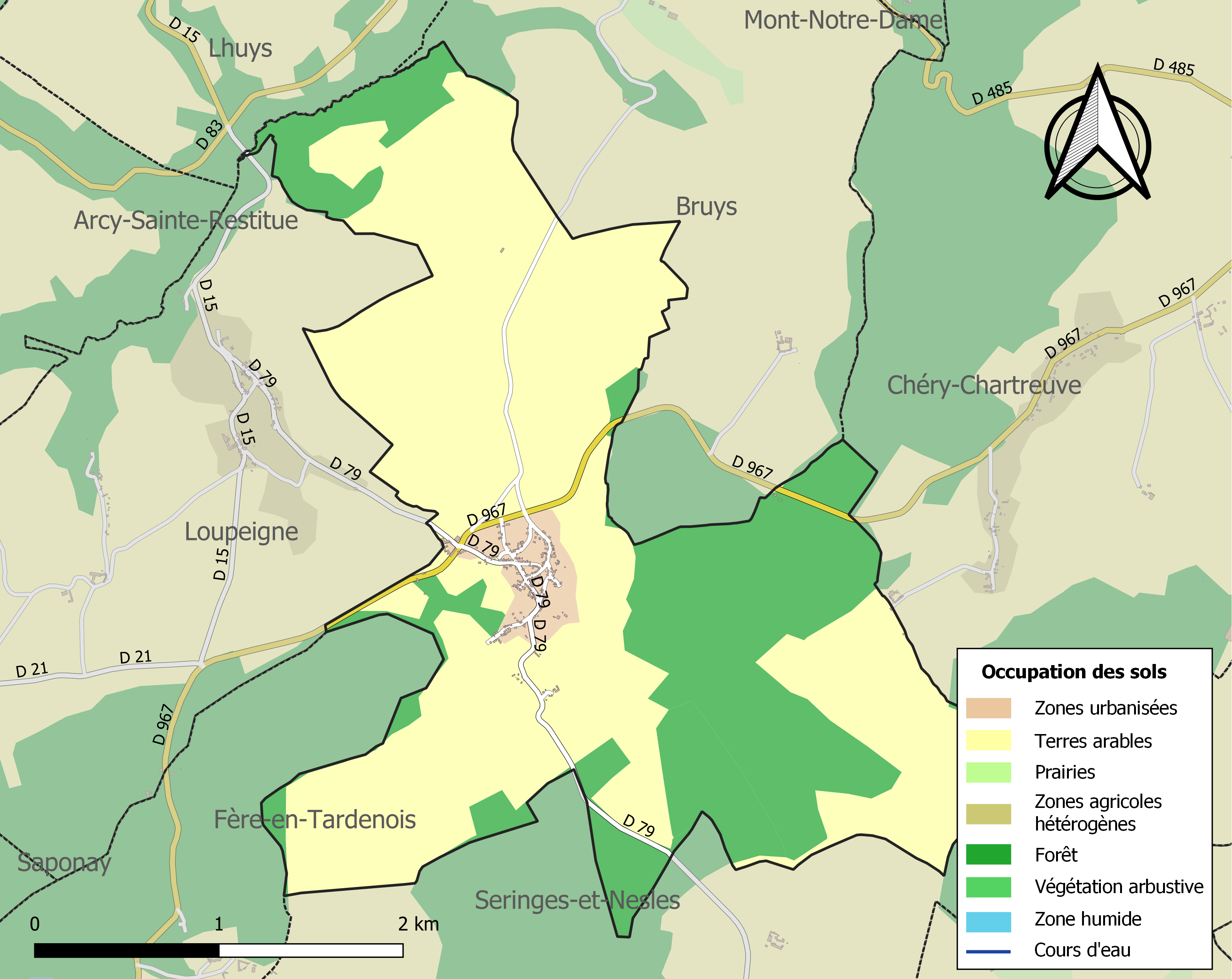
Carte de l'occupation des sols de la commune en 2018 (CLC).

## Toponymie
Le nom de la localité est attesté sous les formes Maruel (1219) ; Marueilg, Marueilg-en-Tardenois (1299) ; Mareuil-in-Tardano (1573) ; Mareuil-en-Dolle (1623) ; Mareuille (1657) ; Mareuil-en-Daule (1714) ; Mareuil-en-Dosle (1710).
Mareuil remonte à un nom de personne gaulois pris absolument Marullios, ou plus vraisemblablement, à l'adjectif maros signifiant « grand » suivi de l'appellatif -ialon « lieu défriché, clairière », puis également  « village », c'est-à-dire maro-ialum (māro-ialon), d'où le sens global de « grande clairière », « grand bourg »,.
Mareuil se trouve à proximité de l'ancienne Forêt de Dôle, attesté sous la forme Silva Dola en 1081, elle comprenait autrefois la forêt de Fère et se divisait en plusieurs bois secondaires, parmi lesquels le bois d'Ormont, des Munières et autres.

## Politique et administration

### Découpage territorial
La commune de Mareuil-en-Dôle est membre de la communauté d'agglomération de la Région de Château-Thierry, un établissement public de coopération intercommunale (EPCI) à fiscalité propre créé le 1er janvier 2017 dont le siège est à Étampes-sur-Marne. Ce dernier est par ailleurs membre d'autres groupements intercommunaux.
Sur le plan administratif, elle est rattachée à l'arrondissement de Château-Thierry, au département de l'Aisne et à la région Hauts-de-France. Sur le plan électoral, elle dépend du  canton de Fère-en-Tardenois pour l'élection des conseillers départementaux, depuis le redécoupage cantonal de 2014 entré en vigueur en 2015, et de la cinquième circonscription de l'Aisne  pour les élections législatives, depuis le dernier découpage électoral de 2010.

### Administration municipale

#### Liste des maires
| Période                                  | Période                       | Identité         | Étiquette | Qualité                                    |
| ---------------------------------------- | ----------------------------- | ---------------- | --------- | ------------------------------------------ |
| Les données manquantes sont à compléter. |                               |                  |           |                                            |
| mars 2001                                | juillet 2010                  | Guy Fernandes    |           | Démissionnaire                             |
| octobre 2010                             | mai 2020                      | Florian Viet     | DVD       | Agriculteur Réélu pour le mandat 2014-2020 |
| mai 2020                                 | En cours (au 13 juillet 2020) | Régine Domingues |           |                                            |

## Population et société

### Démographie
L'évolution du nombre d'habitants est connue à travers les recensements de la population effectués dans la commune depuis 1793. Pour les communes de moins de 10 000 habitants, une enquête de recensement portant sur toute la population est réalisée tous les cinq ans, les populations de référence des années intermédiaires étant quant à elles estimées par interpolation ou extrapolation. Pour la commune, le premier recensement exhaustif entrant dans le cadre du nouveau dispositif a été réalisé en 2006.

En 2022, la commune comptait 223 habitants, en évolution de −8,61 % par rapport à 2016 (Aisne : −1,97 %, France hors Mayotte : +2,11 %).
| 1793 | 1800 | 1806 | 1821 | 1831 | 1836 | 1841 | 1846 | 1851 |
| ---- | ---- | ---- | ---- | ---- | ---- | ---- | ---- | ---- |
| 302  | 322  | 321  | 354  | 492  | 463  | 491  | 511  | 503  |

| 1856 | 1861 | 1866 | 1872 | 1876 | 1881 | 1886 | 1891 | 1896 |
| ---- | ---- | ---- | ---- | ---- | ---- | ---- | ---- | ---- |
| 478  | 431  | 419  | 393  | 369  | 365  | 351  | 337  | 307  |

| 1901 | 1906 | 1911 | 1921 | 1926 | 1931 | 1936 | 1946 | 1954 |
| ---- | ---- | ---- | ---- | ---- | ---- | ---- | ---- | ---- |
| 296  | 266  | 254  | 280  | 270  | 235  | 202  | 226  | 212  |

| 1962 | 1968 | 1975 | 1982 | 1990 | 1999 | 2006 | 2011 | 2016 |
| ---- | ---- | ---- | ---- | ---- | ---- | ---- | ---- | ---- |
| 226  | 176  | 148  | 150  | 181  | 184  | 218  | 261  | 244  |

| 2021 | 2022 | - | - | - | - | - | - | - |
| ---- | ---- | - | - | - | - | - | - | - |
| 226  | 223  | - | - | - | - | - | - | - |

## Culture locale et patrimoine

### Lieux et monuments
- Église Saint-Germain, XIIe et XIIIe siècles, classée au titre des monuments historiques[31],[32].